# Hörja
Hörja är en  tätort i Hässleholms kommun och kyrkby i Hörja socken i Skåne cirka 6 km norr om Tyringe.

## Historia
Kyrkbyn Hörja omtalas som Hørgh 1413. Detta ord är den forndanska formen av ordet harg, som betecknar en hednisk offerplats. 1745 omtalas en mängd resta stenar i området runt byn. Pehr Lovén nämner detta år speciellt fyra av dessa "därför att det är ett allmänt rykte, att offer förr förrättades vid dem".
Hörja kyrka är byggd av gråsten. I dag kvarstår långhus och kor från medeltiden. 
Under det stora skånska kriget 1676–1680 nådde hela den danska armén på cirka 14 000 man och åtskilliga tusen hästar fram till Hörja där den danske kungen Kristian V tog nattuppehåll den 19 augusti 1676. Kristianstad hade dagarna innan intagits av danskarna och man var nu på framryckning mot Karl XI utanför Halmstad. I Hörja nåddes emellertid Kristian V av budet att hans mindre armé blivit slagen vid Fyllebro i Halland. Hela huvudarmén låg därför stilla i Hörja under tre dygn fram till den 22 augusti. Under dessa dagar måste befolkningen ha åsamkats svåra uppoffringar och lidanden.

### Befolkningsutveckling
| Befolkningsutvecklingen i Hörja 1990–2020         | Befolkningsutvecklingen i Hörja 1990–2020 | Befolkningsutvecklingen i Hörja 1990–2020 | Befolkningsutvecklingen i Hörja 1990–2020 | Befolkningsutvecklingen i Hörja 1990–2020 |
| ------------------------------------------------- | ----------------------------------------- | ----------------------------------------- | ----------------------------------------- | ----------------------------------------- |
|                                                   |                                           |                                           |                                           |                                           |
| År                                                |                                           |                                           | Folkmängd                                 | Areal (ha)                                |
| 1990                                              | 1990                                      |                                           | 160                                       | 30#                                       |
| 1995                                              | 1995                                      |                                           | 176                                       | 30#                                       |
| 2000                                              | 2000                                      |                                           | 184                                       | 30#                                       |
| 2005                                              | 2005                                      |                                           | 190                                       | 30#                                       |
| 2010                                              | 2010                                      |                                           | 193                                       | 29#                                       |
| 2015                                              | 2015                                      |                                           | 206                                       | 40                                        |
| 2020                                              | 2020                                      |                                           | 211                                       | 38                                        |
| Anm.: tätort 2015, övrig tid småort # Som småort. |                                           |                                           |                                           |                                           |